# АБА плеј-оф 1971.
АБА плеј-оф 1971. године био је постсезонски турнир за сезону 1970/71. Америчке кошаркашке асоцијације. Турнир је завршен тако што је шампион Западне дивизије Јута Старс победио шампиона Источне дивизије Кентаки колонелсе, у седам утакмица, четири победе напрема три изгубљене у серији АБА финала.

## Квалификоване екипе

### Источна дивизија
1. Вирџинија сквајерси
2. Кентаки колонелси
3. Њујорк нетси
4. Мајами флоридијанси

### Западна дивизија
1. Индијана пејсерси
2. Јута старси
3. Мемфис прос
4. Тексас чапарелси

## АБА плеј-оф 1971.
За пласман у плеј-оф за четврто место у Западној дивизији одиграна је само једна утакмица јер су Тексас чепаралси и Денвер рокетси били изједначени са резултатима регуларне сезоне 30–54. Утакмица је одиграна 1. априла и Чапарали су победили са 115–109.
Ово је била прва сезона у историји АБА у којој тим са најбољим резултатом регуларне сезоне није освојио АБА шампионат. Индијана пејсерси су имали најбољи рекорд лиге током ове сезоне са 58–26 (.690), што их је ставило једну утакмицу испред будућег шампиона лиге Јута Старса у Западној дивизији.
Ово је била прва сезона у историји АБА у којој ниједан шампион регуларне сезоне није стигао до финала АБА. Другопласирани Јута Старс представљао је Запад, док су се Кентаки Колонелс, другопласирани на истоку иза Вирџиније сквајерса, састали са њима у финалу.
У утакмици 3 источног финала укупно је постигнуто 287 поена. Ово је био највећи број постигнутих поена у било којој АБА утакмици плеј-офа, и био би највише постигнутих поена у плеј-оф утакмици у НБА или АБА до 1992. године.
На седмој утакмици плеј−офа серије АБА шампионата између Јута старса и Кентаки колонелса у Салт Паласу у Солт Лејк Ситију, Јута, 18. маја 1971. присуствовало је 13.260 навијача. Након што су Звезде победиле 131-121, навијачи су упали на паркет и окупирали терен за двадесет минута. Играчи Јуте, Вили Вајс и Зелмо Беати, су ношени на раменима навијача Јуте.
Зелмо Беати је проглашен за најкориснијег играча плеј-офа АБА.

## Рачва плеј−офа
|                  | Четвртфинале     | Четвртфинале       | Четвртфинале     |                  |                  | Полуфинале         | Полуфинале       | Полуфинале       |                  |                  | Финале                   | Финале                   | Финале                   |                          |                          |
|                  |                  |                    |                  |                  |                  |                    |                  |                  |                  |                  |                          |                          |                          |                          |                          |
|                  | Западна дивизија |                    |                  |                  |                  |                    |                  |                  |                  |                  |                          |                          |                          |                          |                          |
|                  | 1                | Индијана пејсерси* | 4                |                  |                  |                    |                  |                  |                  |                  |                          |                          |                          |                          |                          |
|                  | 3                | Мемфис прос        | 3                |                  |                  | Западна дивизија   | Западна дивизија | Западна дивизија | Западна дивизија | Западна дивизија |                          |                          |                          |                          |                          |
|                  |                  |                    |                  |                  | 1                | Индијана пејсерси* | 3                |                  |                  |                  |                          |                          |                          |                          |                          |
| Западна дивизија | Западна дивизија | Западна дивизија   | Западна дивизија |                  | 2                | Јута старси        | 4                |                  |                  |                  |                          |                          |                          |                          |                          |
|                  | 4                | Далас чапаралси    | 0                |                  |                  |                    |                  |                  |                  |                  |                          |                          |                          |                          |                          |
|                  | 2                | Јута старси        | 4                |                  |                  |                    |                  |                  |                  |                  | Западна/источна дивизија | Западна/источна дивизија | Западна/источна дивизија | Западна/источна дивизија | Западна/источна дивизија |
|                  |                  |                    |                  |                  |                  |                    |                  |                  |                  |                  | Зап−2                    | Јута старси              | 4                        |                          |                          |
|                  | Источна дивизија | Источна дивизија   | Источна дивизија | Источна дивизија | Источна дивизија |                    |                  |                  |                  |                  | Ист−2                    | Кентаки колонелси        | 3                        |                          |                          |
|                  | 1                | Вирџинија скв.*    | 4                |                  |                  |                    |                  |                  |                  |                  |                          |                          |                          |                          |                          |
|                  | 3                | Њујорк нетси       | 2                |                  |                  | Источна дивизија   | Источна дивизија | Источна дивизија | Источна дивизија | Источна дивизија |                          |                          |                          |                          |                          |
|                  |                  |                    |                  |                  | 1                | Вирџинија скв.*    | 2                |                  |                  |                  |                          |                          |                          |                          |                          |
| Источна дивизија | Источна дивизија | Источна дивизија   | Источна дивизија |                  | 2                | Кентаки колонелси  | 4                |                  |                  |                  |                          |                          |                          |                          |                          |
|                  | 4                | Мајами флор.       | 2                |                  |                  |                    |                  |                  |                  |                  |                          |                          |                          |                          |                          |
|                  | 2                | Кентаки колонелси  | 4                |                  |                  |                    |                  |                  |                  |                  |                          |                          |                          |                          |                          |

* Победник дивизије

Подебљан−  Победник серије

 Курзив − Екипа са домаћинском предношћу

## Западна дивизија
Шампион Западне дивизије за 1971. годину:  Јута старси

### Полуфиналне утакмице Западне дивизије
(1) Индијана пејсерси vs. (3) Мемфис прос:
Индијана је победник серије 4-0
- Утакмица 1 @ Индијана:  Индијана 114, Мемфис 98
- Утакмица 2 @ Индијана:  Индијана 106, Мемфис 104
- Утакмица 3 @ Мемфис:  Индијана 91, Мемфис 90
- Утакмица 4 @ Мемфис:  Индијана 102, Мемфис 101 (OT)

(2) Јута старси vs. (4) Тексас чапарелси:
Јута је победник серије 4-0
- Утакмица 1 @ Јута:  Јута 125, Тексас 115
- Утакмица 2 @ Јута:  Јута 137, Тексас 107
- Утакмица 3 @ Тексас:  Јута 113, Тексас 101
- Утакмица 4 @ Тексас:  Јута 128, Тексас 107

### Финале Западне дивизије
(1) Индијана пејсерси vs. (2) Јута старси:
Јута је победник серије 4-3
- Утакмица 1 @ Индијана:  Јута 120, Индијана 118
- Утакмица 2 @ Индијана:  Индијана 120, Јута 107
- Утакмица 3 @ Јута:  Јута 121, Индијана 108
- Утакмица 4 @ Јута:  Јута 126, Индијана 99
- Утакмица 5 @ Индијана:  Индијана 127, Јута 109
- Утакмица 6 @ Јута:  Индијана 105, Јута 102
- Утакмица 7 @ Индијана:  Јута 108, Индијана 101

## Источна дивизија
Шампион Источне дивизије за 1971. годину:  Кентаки колонелси

### Полуфиналне утакмице Источне дивизије
(1) Вирџинија сквајерси vs. (3) Њујорк нетси:
Вирџинија је победник серије 4-2
- Утакмица 1 @ Вирџинија:  Вирџинија 113, Њујорк 105
- Утакмица 2 @ Вирџинија:  Вирџинија 114, Њујорк 108
- Утакмица 3 @ Њујорк:  Њујорк 135, Вирџинија 131
- Утакмица 4 @ Њујорк:  Њујорк 130, Вирџинија 127
- Утакмица 5 @ Вирџинија:  Вирџинија 127, Њујорк 124
- Утакмица 6 @ Њујорк:  Вирџинија 118, Њујорк 114

(2) Кентаки колонелси vs. (4) Мајами флоридијанси:
 Кентаки је победник серије 4-2
- Утакмица 1 @ Кентаки:  Кентаки 116, Мајами 112
- Утакмица 2 @ Кентаки:  Кентаки 120, Мајами 110
- Утакмица 3 @ Мајами:  Мајами 120, Кентаки 102
- Утакмица 4 @ Мајами:  Мајами 129, Кентаки 117
- Утакмица 5 @ Кентаки:  Кентаки 118, Мајами 101
- Утакмица 6 @ Мајами:  Кентаки 112, Мајами103

### Финале Источне дивизије
(1) Вирџинија сквајерси vs. (2) Кентаки колонелси:
 Кентаки је победник серије 4-2
- Утакмица 1 @ Вирџинија:  Кентаки 136, Вирџинија 132
- Утакмица 2 @ Вирџинија:  Вирџинија 142, Кентаки 122
- Утакмица 3 @ Кентаки:  Вирџинија 150, Кентаки 137
- Утакмица 4 @ Кентаки:  Кентаки 128, Вирџинија 110
- Утакмица 5 @ Вирџинија:  Кентаки 117, Вирџинија 105
- Утакмица 6 @ Кентаки:  Кентаки 129, Вирџинија 117

## АБА финале
(2) Јута старси vs. (2) Кентаки колонелси:
Јута је победник серије 4-3
- Утакмица 1 (3. мај) @ Јута:  Јута 136, Кентаки 117
- Утакмица 2 (5. мај) @ Јута:  Јута 138, Кентаки 125
- Утакмица 3 (7. мај) @ Кентаки:   Кентаки 116, Јута 110
- Утакмица 4 (8. мај) @ Кентаки:   Кентаки 129, Јута 125 (Продужеци)
- Утакмица 5 (12. мај) @ Јута:  Јута 137, Кентаки  127
- Утакмица 6 (15. мај) @ Кентаки:   Кентаки 105, Јута 102
- Утакмица 7 (18. мај) @ Јута:  Јута 131, Кентаки 121

| Шампиони АБА лиге за 1971. |
| -------------------------- |
| Јута старси 1. титула      |